# Costa Rica en los Juegos Olímpicos de Calgary 1988
Costa Rica estuvo representada en los Juegos Olímpicos de Calgary 1988 por dos deportistas masculinos que compitieron en dos deportes.
El portador de la bandera en la ceremonia de apertura fue el esquiador alpino Arturo Kinch. El equipo olímpico costarricense no obtuvo ninguna medalla en estos Juegos.